# 上港乡
上港乡，是中华人民共和国河南省南阳市新野县下辖的一个乡镇级行政单位。

## 行政区划
上港乡下辖以下地区：
赵岗村、埠口村、花园村、梁营村、小五村、王白村、花楼村、亭陂村、岗北村、香乔村、岗南村、魏庙村、代楼村、张坡村、果园村和宅子村。